# Fransk lilje
Den franske eller heraldiske lilje, fleur-de-lis, er en almindelig figur i heraldikken og var tidligt specielt forbundet med det franske monarki. Figuren er ikke en lilje, men en stiliseret Iris. Det skyldes, at Klodevig 1. valgte dette symbol efter sin sejr i 507 over Vestgoterne for at minde om den gule iris i hans hjemstavn ved de frodige sumpe langs floden Senne i Belgien.
I kristendommen symboliserer liljen renhed, uskyld, Jomfru Maria og treenighed.
Liljen findes i utallige variationer og blev brugt af Robert Baden-Powell som symbol for spejderbevægelsen.
Liljen indgår i danske byvåbener som Odense, Gram, Glostrup og Brovst samt i Børkops bomærke.
I Da Vinci Mysteriet bliver den franske lilje brugt som et esoterisk symbol af Sions Priorat.
- Wikimedia Commons har flere filer relateret til Fransk lilje

| Heraldik | Spire Denne artikel om heraldik er en spire som bør udbygges. Du er velkommen til at hjælpe Wikipedia ved at udvide den. |